# 200 Vesey Street
200 Vesey Street, anteriormente conocido como el Three World Financial Center y también conocido como la Torre American Express, es uno de los 40 rascacielos más altos de Nueva York. Localizado en West Street entre Liberty Street y Vesey Street en Lower Manhattan, es el edificio más alto del complejo del World Financial Center, que se encuentra al sudoeste de Manhattan. Su diseño es similar al del 225 Liberty Street, aunque se diferencia de este en que su azotea tiene forma de pirámide, a diferencia del anterior, que tiene una azotea en forma de cúpula.

## Descripción
El edificio es un ejemplo de arquitectura posmoderna, diseñado por César Pelli & Associates, y posee 195.000 m² de oficinas alquilable. Se conecta al resto del World Financial Center a través de un patio que conduce al Winter Garden, un espacio público que posee un techo abovedado de cristal y hierro que posee una altura de 37 metros, debajo del cual hay una gran variedad de plantas y árboles, incluyendo 16 palmeras de 12 metros del Desierto de Mojave. Su diseño es notablemente similar al del One Canada Square, que pertenece al complejo Canary Wharf de Londres. Canary Wharf fue al igual que el World Financial Center, un proyecto desarrollado por Olympia & York, y One Canada Square fue diseñado por el mismo arquitecto.

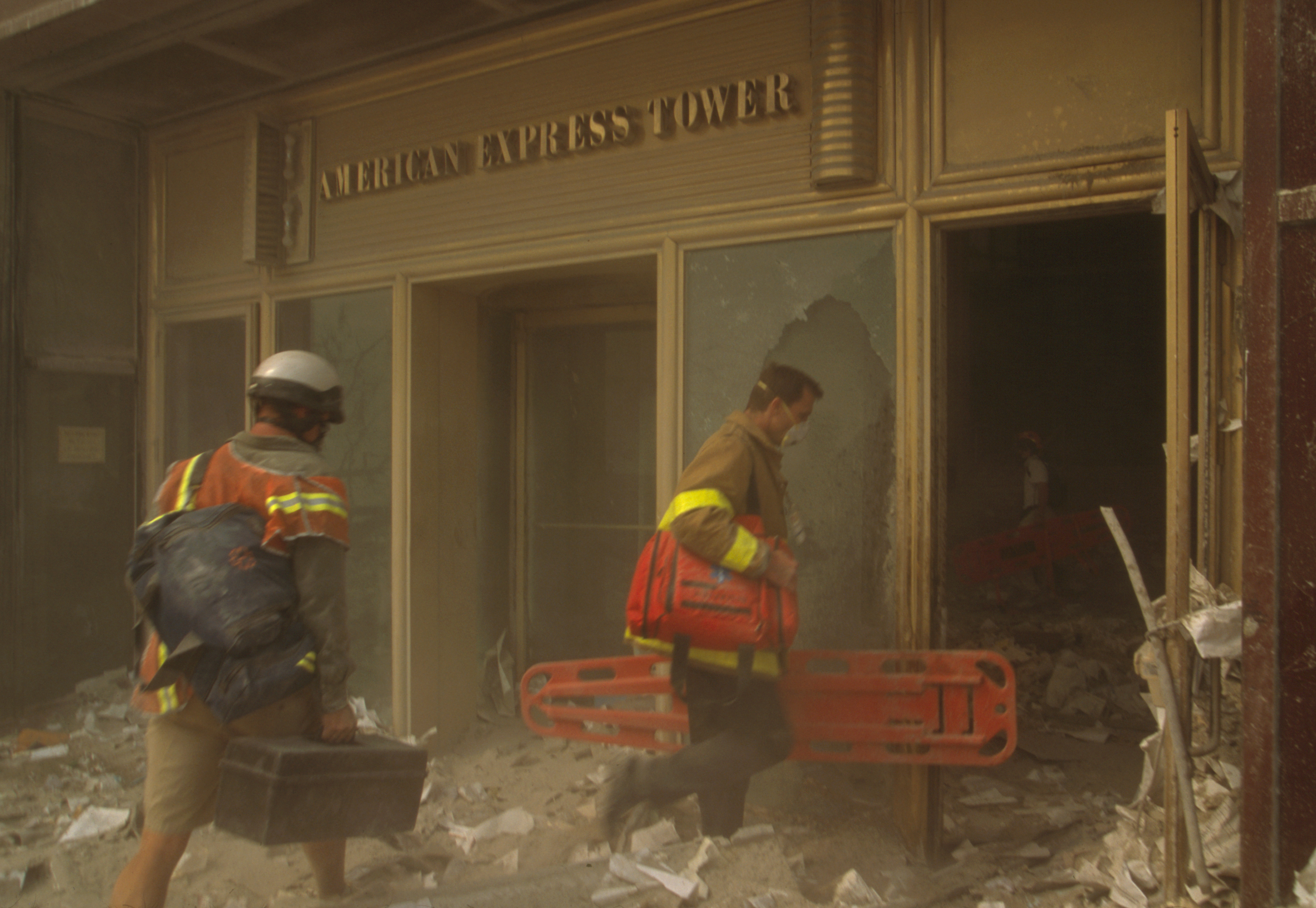
Dos trabajadores de rescate entran en la torre American Express después de los atentados del 11 de septiembre de 2001 en el World Trade Center.

El Three World Financial Center fue dañado gravemente por la caída de escombros cuando las torres del World Trade Center se derrumbaron el 11 de septiembre de 2001. La esquina sudeste del edificio sufrió un fuerte daño estructural, aunque los efectos no fueron lo suficientemente graves para crear una amenaza de derrumbe del edificio. El edificio tuvo que cerrar para ser sometido a reparaciones desde el 11 de septiembre de 2001 hasta mayo de 2002, como resultado del daño sufrido a causa de los ataques terroristas.
El 3 World Financial Center es a día de hoy la sede mundial de American Express, y fue también durante algún tiempo la sede mundial de Lehman Brothers. Fue renombrado 200 Vesey Street cuando el resto del complejo se convirtió en Brookfield Place en 2014.